# Gaston de Latenay
Gaston de Latenay (Tolosa, 5 aprile 1859 – Parigi, 12 giugno 1943) è stato un pittore e incisore francese.

## Biografia
Gaston de Latenay ha studiato per un breve periodo all'Académie Julian. Membro della Société des artistes français e della Société des aquarellistes, ha partecipato alle esposizioni universali del 1889 e 1900. Ha dipinto soprattutto paesaggi, spesso marittimi, della Bretagna, del Belgio e dell'Artois, e in particolare le sue litografie, pubblicate da Edmond Sagot, dedicate al porto di Anversa e ai paesaggi della Schelda.

## Opere

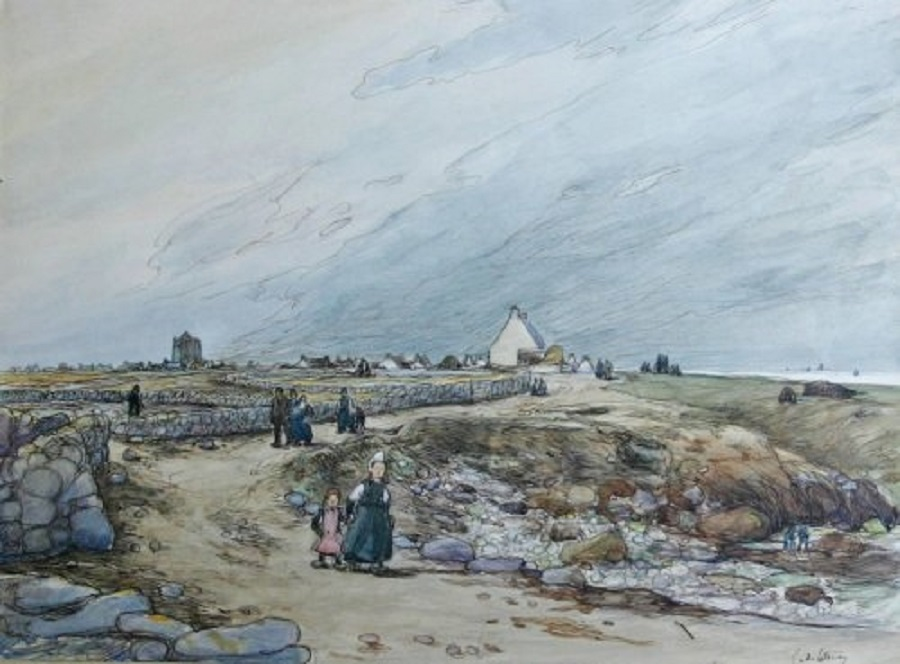
Gaston de Latenay, De retour de Saint-Guénolé

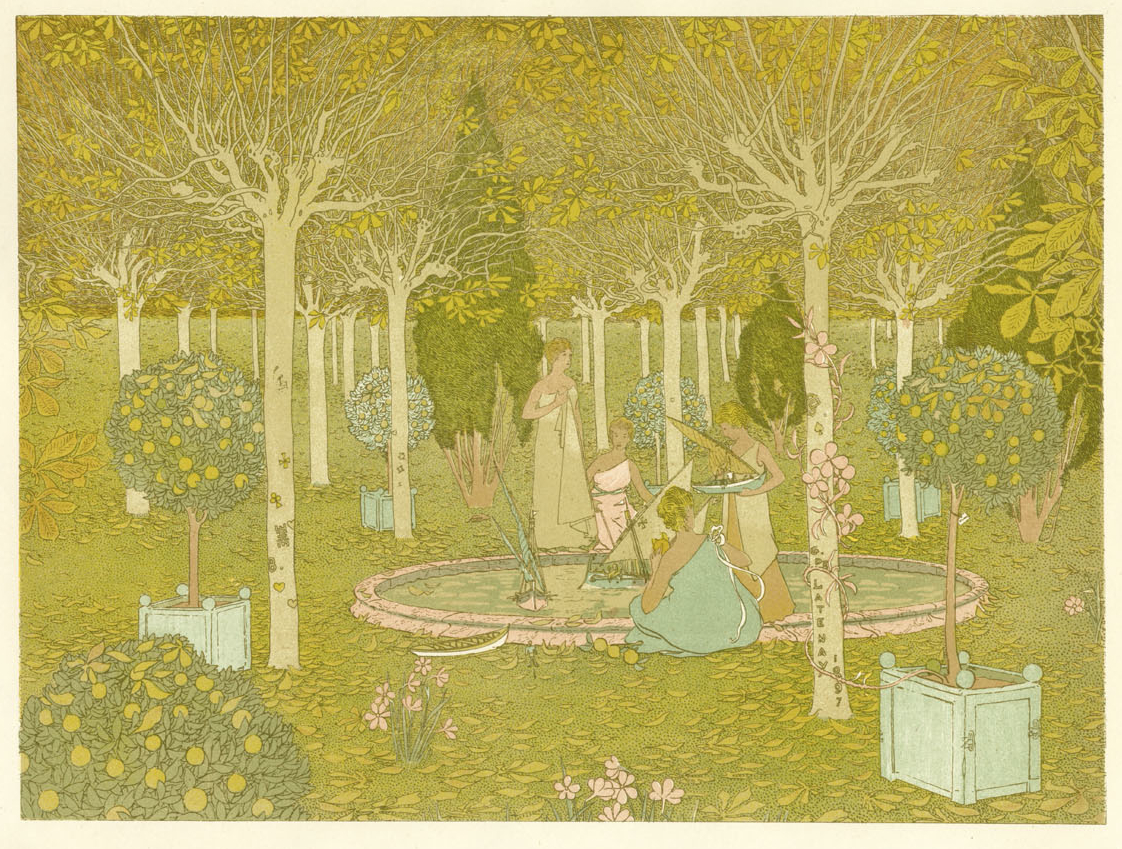
Le Parc, litografia pubblicata nellL'Estampe moderne (1897)

Gaston de Latenay è rimasto indipendente da tutti i movimenti e dalle scuole di pensiero artistico, anche se è stato influenzato dall'Art Nouveau, ed ha sviluppato una propria visione poetica della natura. Molto presto, ha coniugato il giapponismo con lo stile della pittura del gruppo Nabis.

## Dipinti
Fra i suoi dipinti vanno citati: 
- Ville close de Concarneau conservato a Concarneau[3]
- Marine[4]

## Opere illustrate
- Omero, Nausikaa, traduzione di Leconte de Lisle, Parigi, Henri Piazza éditions d'art, 1899.